# Yzeux
Yzeux est une commune française située dans le département de la Somme, en région Hauts-de-France.

## Géographie

### Localisation
Yzeux est un village picard de l'Amiénois.
À vol d'oiseau, la localité est située à 5 km au sud de Flixecourt, 8 km au nord-ouest d'Ailly-sur-Somme, 9 km au sud-est de Longpré-les-Corps-Saints, 16 km au nord-ouest d'Amiens et à 24 km au sud-est d'Abbeville.
Le territoire de la commune est limitrophe de ceux de trois communes.  
Les communes limitrophes sont Crouy-Saint-Pierre, Belloy-sur-Somme et Bourdon.

### Hydrographie

#### Réseau hydrographique
La commune est située dans le bassin Artois-Picardie. Elle est drainée par la Somme canalisée, l'Abbaye du Gard et divers autres petits cours d'eau.
Le canal de la Somme, construit entre 1770 et 1827, et mis au gabarit Freycinet en 1880, est long 170 km. Il débute à Saint-Simon où il touche au canal de Saint-Quentin et débouche dans la baie de Somme.

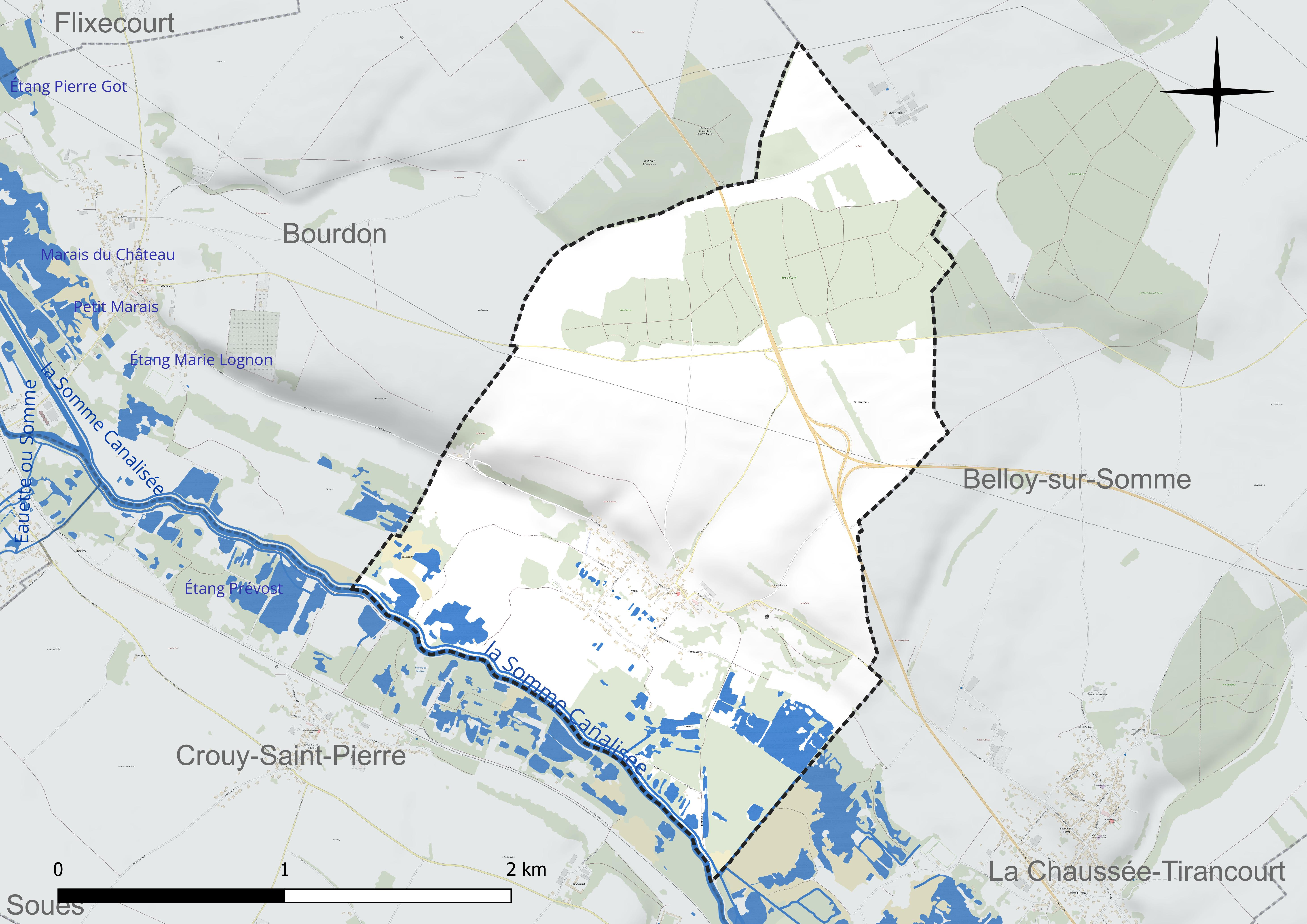
Réseau hydrographique d'Yzeux.

#### Gestion et qualité des eaux
Le territoire communal est couvert par le schéma d'aménagement et de gestion des eaux (SAGE) « Somme aval et Cours d'eau côtiers ». Ce document de planification concerne un territoire de 1 835 km2 de superficie, délimité par le bassin versant de la Somme canalisée. Le périmètre a été arrêté le 29 avril 2010 et le SAGE proprement dit a été approuvé le 6 août 2019. La structure porteuse de l'élaboration et de la mise en œuvre est le syndicat mixte d'aménagement hydraulique du bassin versant de la Somme (AMEVA).
La qualité des cours d'eau peut être consultée sur un site dédié géré par les agences de l'eau et l'Agence française pour la biodiversité.

### Climat
Pour des articles plus généraux, voir Climat des Hauts-de-France et Climat de la Somme.
En 2010, le climat de la commune est de type climat océanique dégradé des plaines du Centre et du Nord, selon une étude du CNRS s'appuyant sur une série de données couvrant la période 1971-2000. En 2020, Météo-France publie une typologie des climats de la France métropolitaine dans laquelle la commune est exposée à un climat océanique et est dans la région climatique Côtes de la Manche orientale, caractérisée par un faible ensoleillement (1 550 h/an) ; forte humidité de l'air (plus de 20 h/jour avec humidité relative > 80 % en hiver), vents forts fréquents.
Pour la période 1971-2000, la température annuelle moyenne est de 10,4 °C, avec une amplitude thermique annuelle de 13,5 °C. Le cumul annuel moyen de précipitations est de 719 mm, avec 11,1 jours de précipitations en janvier et 8,1 jours en juillet. Pour la période 1991-2020, la température moyenne annuelle observée sur la station météorologique la plus proche, située sur la commune de Bernaville à 18 km à vol d'oiseau, est de 10,4 °C et le cumul annuel moyen de précipitations est de 877,3 mm,. Pour l'avenir, les paramètres climatiques de la commune estimés pour 2050 selon différents scénarios d'émission de gaz à effet de serre sont consultables sur un site dédié publié par Météo-France en novembre 2022.

## Urbanisme

### Typologie
Au 1er janvier 2024, Yzeux est catégorisée commune rurale à habitat dispersé, selon la nouvelle grille communale de densité à sept niveaux définie par l'Insee en 2022.
Elle est située hors unité urbaine. Par ailleurs la commune fait partie de l'aire d'attraction d'Amiens, dont elle est une commune de la couronne,. Cette aire, qui regroupe 369 communes, est catégorisée dans les aires de 200 000 à moins de 700 000 habitants,.

### Occupation des sols
L'occupation des sols de la commune, telle qu'elle ressort de la base de données européenne d'occupation biophysique des sols Corine Land Cover (CLC), est marquée par l'importance des territoires agricoles (63,1 % en 2018), en diminution par rapport à 1990 (70 %). La répartition détaillée en 2018 est la suivante : terres arables (43,5 %), forêts (24 %), prairies (19,6 %), eaux continentales (6 %), zones urbanisées (5,1 %), zones humides intérieures (1,8 %). L'évolution de l'occupation des sols de la commune et de ses infrastructures peut être observée sur les différentes représentations cartographiques du territoire : la carte de Cassini (XVIIIe siècle), la carte d'état-major (1820-1866) et les cartes ou photos aériennes de l'IGN pour la période actuelle (1950 à aujourd'hui).

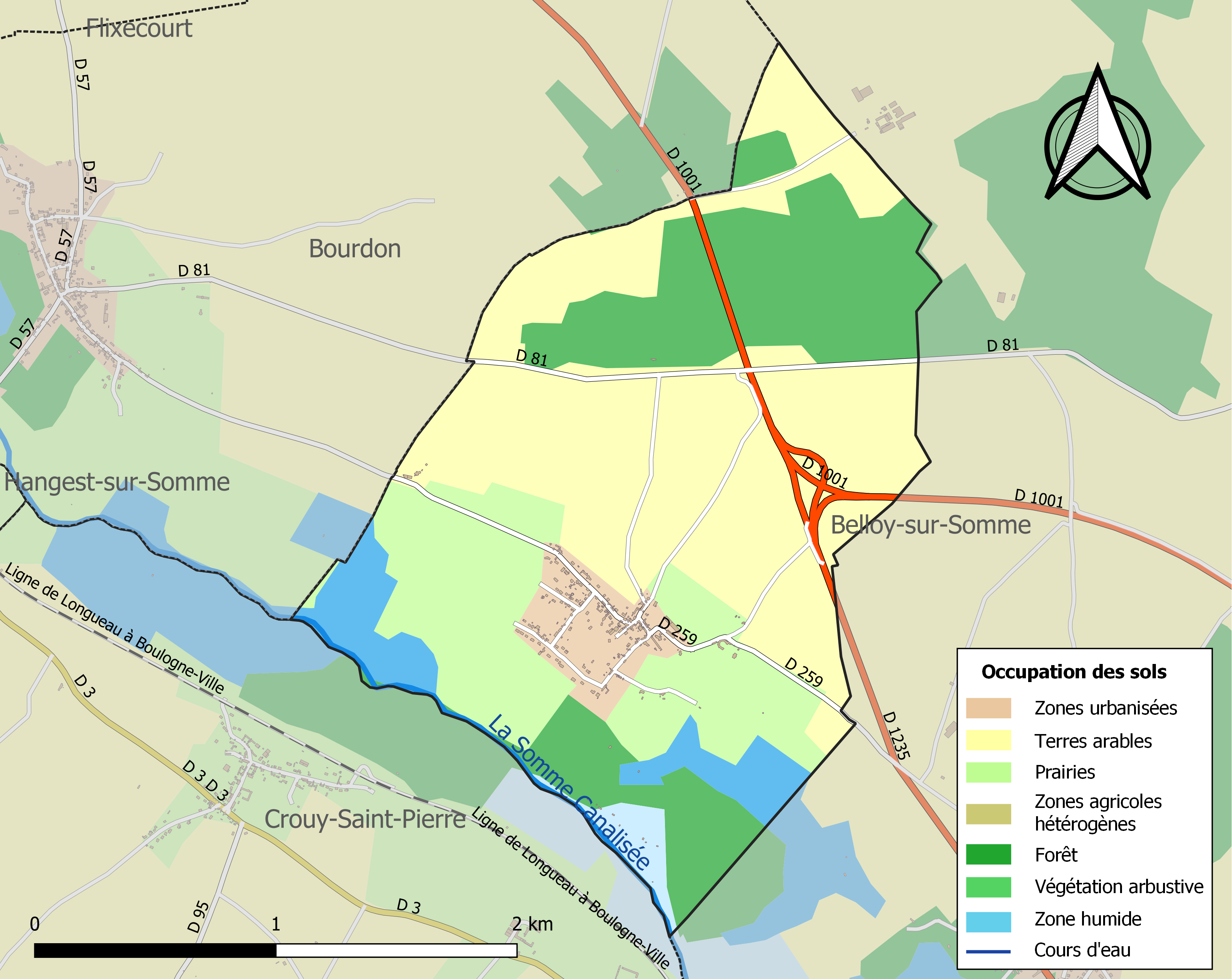
Carte des infrastructures et de l'occupation des sols de la commune en 2018 (CLC).

### Voies de communication et transports
En 2019, la localité est desservie par la ligne d'autocars no 28 (Saint-Léger - L'Étoile - Flixecourt - Amiens) du réseau inter-urbain Trans'80.

## Toponymie
Le nom de la localité est attesté sous les formes Hysoi (1066) ; Isseu (1129) ; Iseu (1140) ; Yseu (1204) ; Yzeut (1253) ; Iseux (1301) ; Iseul (1301) ; Izeux (1543) ; Izieux (1557) ; Yzeu (1561) ; Yeux (1710) ; Yzeux (1753) ; Yseux (1836).

## Histoire
Charles Cornet d'Hunval, dit Charles Cornet d'Yzeux (1813-1864) et son épouse née Françoise-Armandine Gorguette d'Argœuves font bâtir le château au XIXe siècle dans un domaine acheté en 1812 par Jean-Baptiste Cornet d'Hunval.

## Politique et administration

### Tendances politiques et résultats
Lors du second tour de l'élection présidentielle de 2012 en France, les électeurs de la commune ont voté à 51,23 % pour Nicolas Sarkozy (UMP) et à 48,77 % pour François Hollande (PS). Au second tour des présidentielles de 2017, Emmanuel Macron (EM) a recueilli 61,54 % des suffrages exprimés des électeurs et Marine Le Pen (FN) 36,46 %.

### Liste des maires
| Période   | Période                      | Identité            | Étiquette | Qualité                         |
| --------- | ---------------------------- | ------------------- | --------- | ------------------------------- |
|           |                              | Michel Vancraeynest |           |                                 |
| mars 2001 | En cours (au 8 octobre 2020) | Jean-Marie Leblanc  |           | Réélu pour le mandat 2020-2026, |

## Population et société

### Démographie
L'évolution du nombre d'habitants est connue à travers les recensements de la population effectués dans la commune depuis 1793. Pour les communes de moins de 10 000 habitants, une enquête de recensement portant sur toute la population est réalisée tous les cinq ans, les populations de référence des années intermédiaires étant quant à elles estimées par interpolation ou extrapolation. Pour la commune, le premier recensement exhaustif entrant dans le cadre du nouveau dispositif a été réalisé en 2005.

En 2022, la commune comptait 267 habitants, en stagnation par rapport à 2016 (Somme : −1,26 %, France hors Mayotte : +2,11 %).
| 1793 | 1800 | 1806 | 1821 | 1831 | 1836 | 1841 | 1846 | 1851 |
| ---- | ---- | ---- | ---- | ---- | ---- | ---- | ---- | ---- |
| 293  | 302  | 412  | 321  | 301  | 332  | 314  | 341  | 318  |

| 1856 | 1861 | 1866 | 1872 | 1876 | 1881 | 1886 | 1891 | 1896 |
| ---- | ---- | ---- | ---- | ---- | ---- | ---- | ---- | ---- |
| 355  | 322  | 311  | 282  | 262  | 253  | 229  | 208  | 178  |

| 1901 | 1906 | 1911 | 1921 | 1926 | 1931 | 1936 | 1946 | 1954 |
| ---- | ---- | ---- | ---- | ---- | ---- | ---- | ---- | ---- |
| 159  | 149  | 151  | 148  | 126  | 116  | 133  | 119  | 102  |

| 1962 | 1968 | 1975 | 1982 | 1990 | 1999 | 2005 | 2006 | 2010 |
| ---- | ---- | ---- | ---- | ---- | ---- | ---- | ---- | ---- |
| 110  | 107  | 124  | 142  | 200  | 220  | 251  | 253  | 265  |

| 2015 | 2020 | 2022 | - | - | - | - | - | - |
| ---- | ---- | ---- | - | - | - | - | - | - |
| 267  | 270  | 267  | - | - | - | - | - | - |

### Enseignement
Le syndicat scolaire gère les activités de l'École de la Vigne. Il regroupe les communes de Picquigny, Crouy-Saint-Pierre, Breilly et Yzeux. Un service de cantine est à la disposition des élèves. Au cours de l'année scolaire 2020-2021, 198 élèves sont scolarisés au sein de la structure.

## Culture locale et patrimoine

### Lieux et monuments
- Église Saint-Cyr-et-Sainte-Julitte des XVIIe siècle et XIXe siècle. Elle doit son nom à saint Cyr et à sa mère sainte Julitte, deux martyrs chrétiens du IVe siècle.

- Château et parc[35] du XIXe siècle.
- Vallée de la Somme.
- Marais.

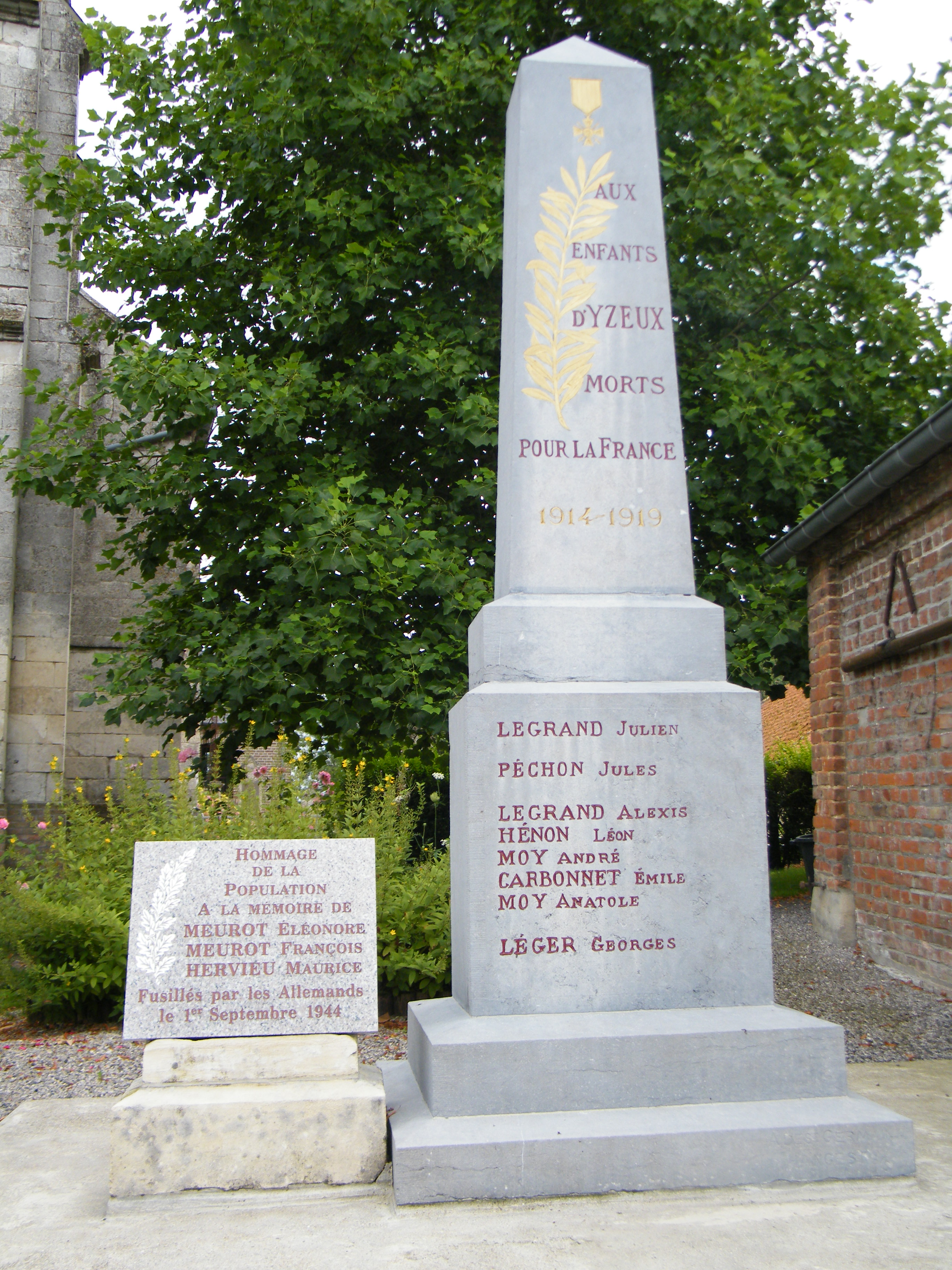
Monument aux morts.
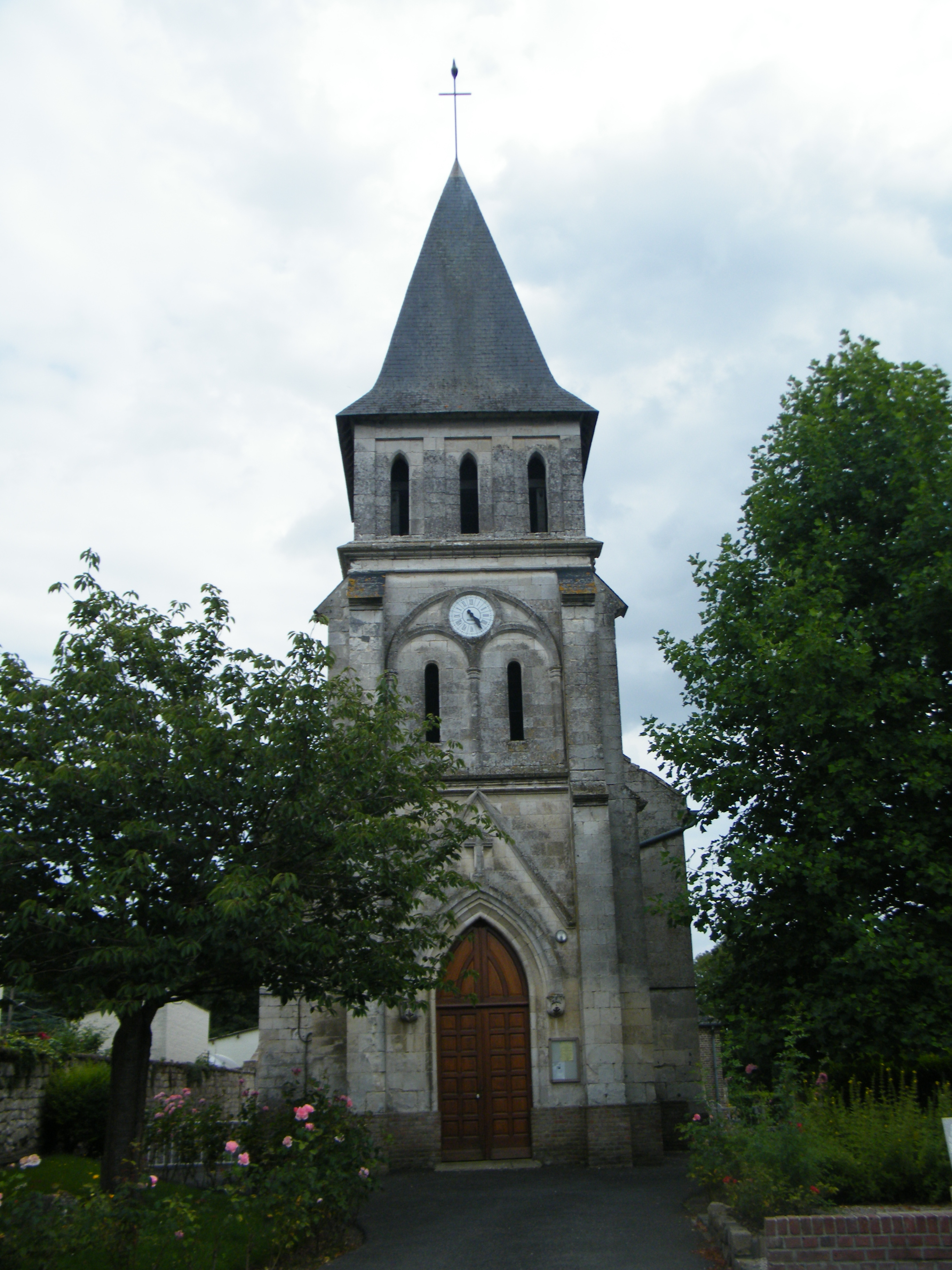
Saint-Cyr-et-Sainte-Julitte.
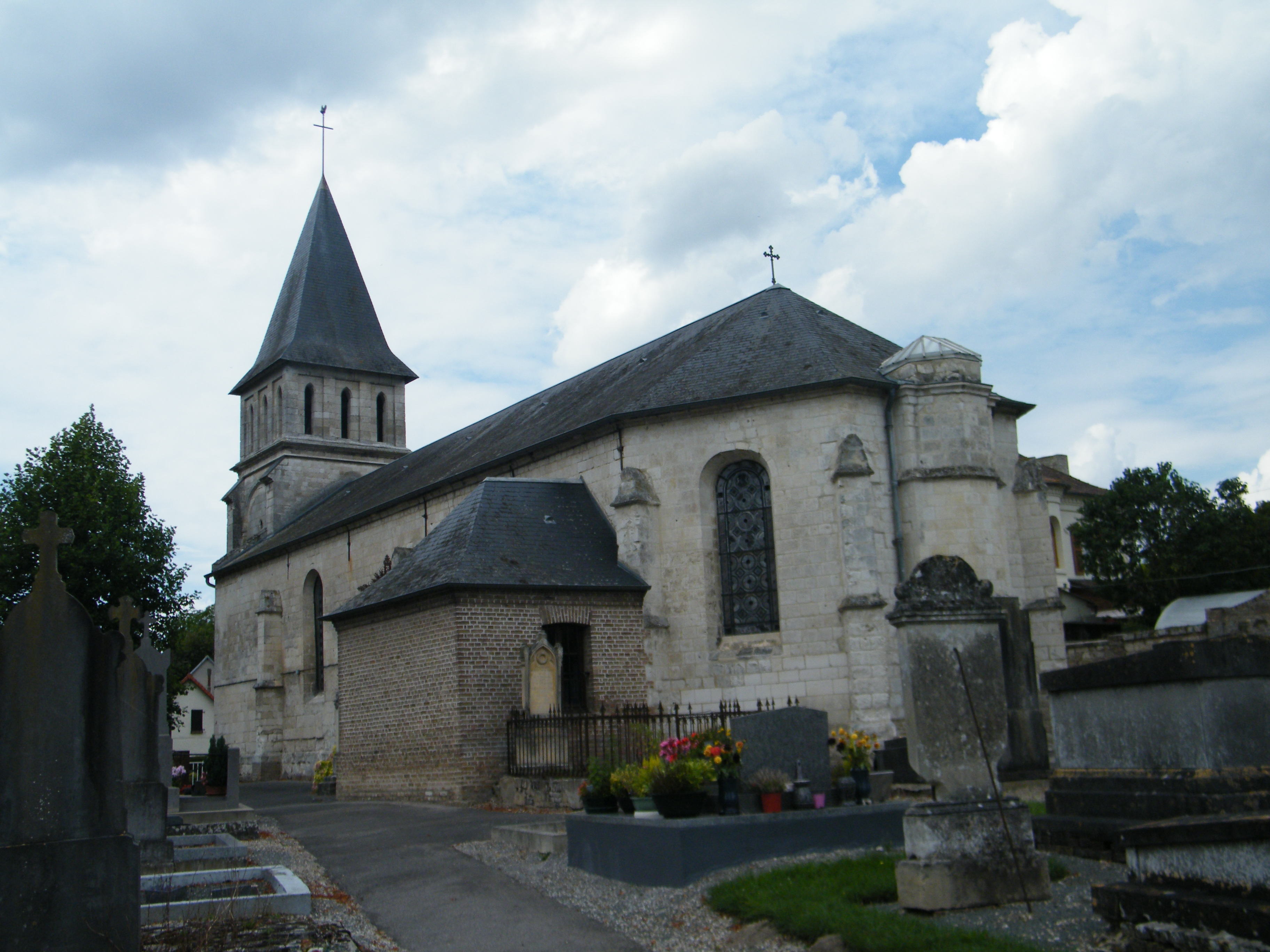
Chevet de l'église.
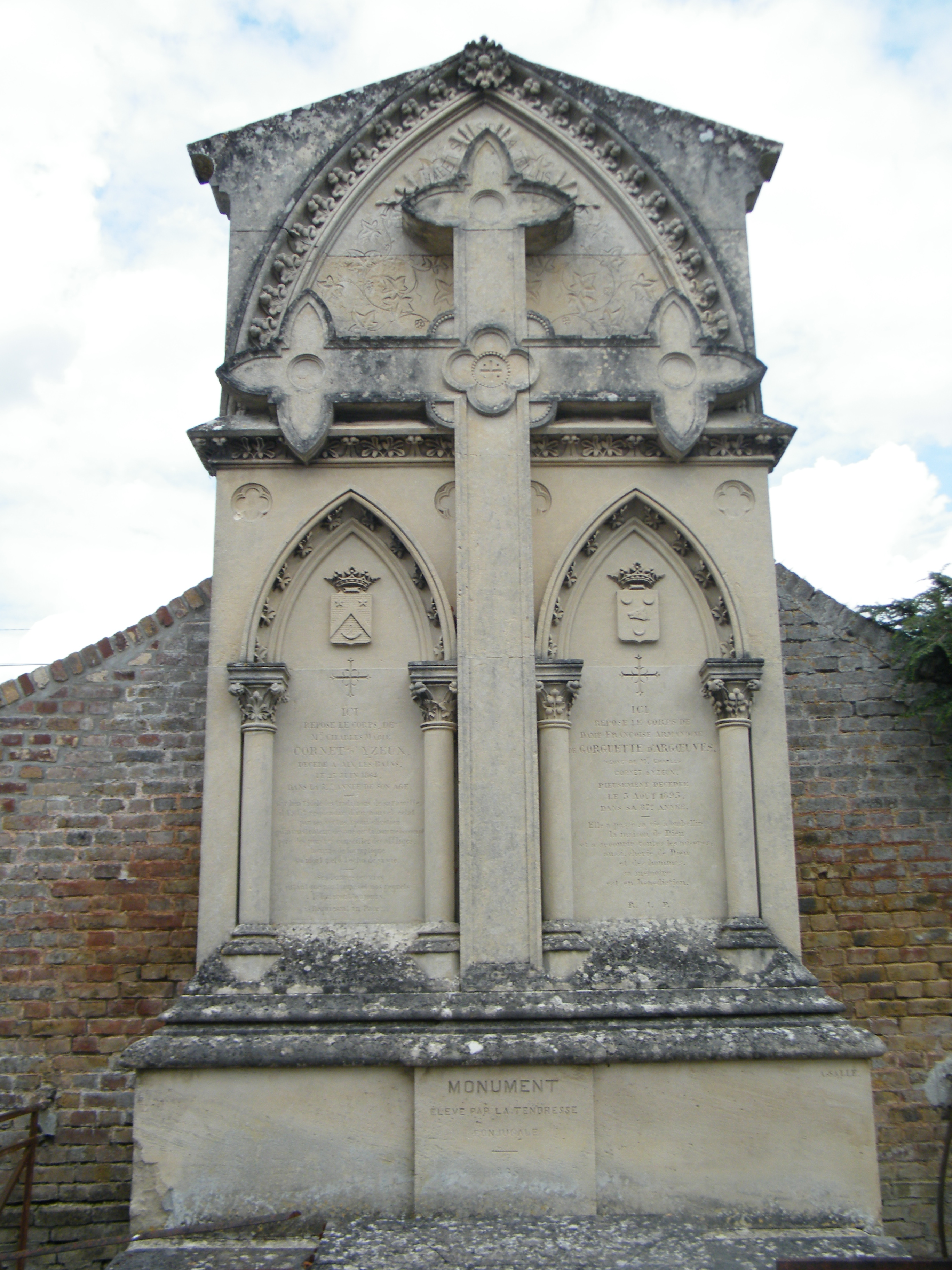
Sépulture seigneuriale.
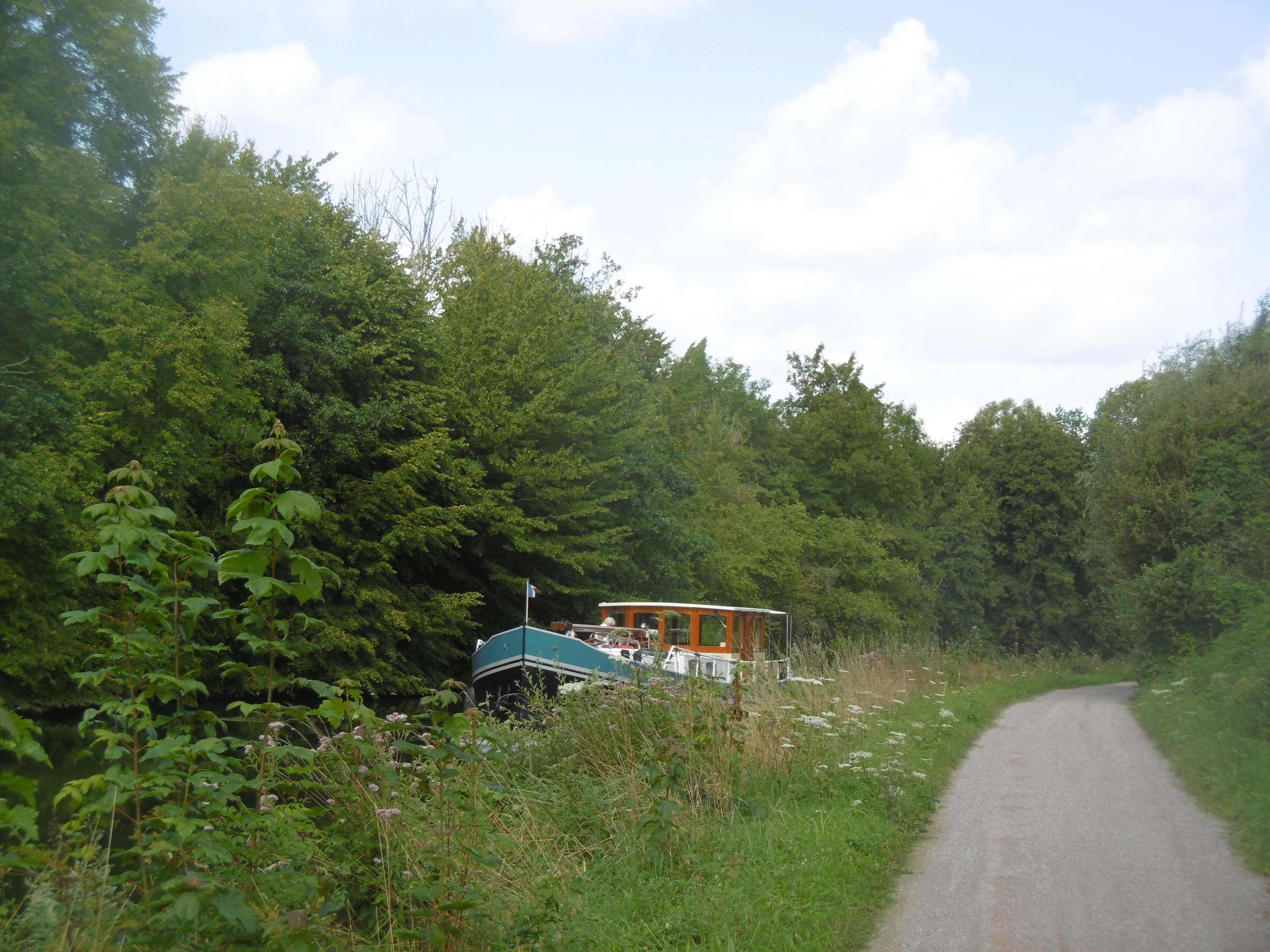
La véloroute.

### Héraldique
| Blason de Yzeux | Blason  | D'azur au chevron d'or accompagné en chef de deux étoiles et en pointe d'un huchet le tout du même.                                   |
| Blason de Yzeux | Détails | Ce blason figure sur la tombe de la famille Cornet d'Yzeux. Il a inspiré le blason communal d'Yzeux. Adopté par le conseil municipal. |

.